# Forte de São Pedro de Paço de Arcos
O Forte de São Pedro de Paço de Arcos foi uma estrutura militar que se localizava onde hoje é o Centro Militar de Electronica em Paços de Arcos, Oeiras, Grande Lisboa, Portugal.

## História
Embora geralmente se considere ter sido erguido no início do século XIX, no contexto da Guerra Peninsular por orientação das forças de ocupação britânicas, António Nunes refere que a sua traça é possivelmente de autoria Cosmander, e que estaria concluído em 1647, no contexto, portanto, da Guerra da Restauração Além dessa fonte, existe uma gravura datada de 1763, de autor desconhecido, atualmente nos arquivos da Câmara Municipal de Lisboa, que representa os estragos provocados na cidade de Lisboa pelo sismo de 1755. Nela é visível toda a margem norte do Estuário do Tejo, do Beato a São Julião da Barra, estando representado e designado o Forte de Paço de Arcos.
Esta estrutura não sobreviveu até aos nossos dias, restando apenas alguns vestígios, pouco visíveis.

## Características
Constituiu-se em um forte de marinha, de pequenas dimensões, destinado a reforçar a linha de Oeiras, coadjuvando a defesa proporcionada pelo Forte de São Julião da Barra.